# Brooke Langton
Brooke Langton (ur. 27 listopada 1970 w Arizonie) – amerykańska aktorka.
Najlepiej znana jest z roli Samanthy Reilly w serialu Melrose Place z 1992 roku.

## Wybrana filmografia

### Filmy
- 2000: Sezon rezerwowych – Annabelle Farrell
- 2002: Narzeczona – Nicoletta „Niki” Sposato
- 2006: Zapomniany lot – Claire Kelly
- 2007: Lęk pierwotny – Aviva Masters

### Seriale
- 1992: Słoneczny patrol – Tanya
- 1995: Ich pięcioro – Courtney
- 1996–1998: Melrose Place – Samantha Reilly
- 1998–1999: System – Angela Bennett